# 和平年代
《和平年代》是1996年首播的中国大陆电视剧，由李舒、张前执导，张丰毅、尤勇、吴越、高明、陈锐、傅勇凡、于小慧等主演。该剧講述的是改革開放後经济特区的一只特种作战部队的故事。該電視劇获1997年中国电视金鹰奖最佳长篇电视剧奖。